# Raja (Kasepää)
Pour les articles homonymes, voir Raja.
Raja est un village de la commune de Kasepää du Comté de Jõgeva en Estonie.
Au 31 décembre 2011, il compte 395 habitants.